# 김민주 (배구 선수)
김민주(1992년 11월 19일 ~ )는 전 배구선수이다. 출신학교는 중앙여자고등학교이고 포지션은 리베로이다. 중등부때부터 스타플레이어로 두각을 나타냈고 안정적인 플레이가 장점이다.
2010년 신생팀으로 창단한 IBK기업은행 알토스이 3개학교 특별지명권에서 뽑혀 프로에 데뷔하였다. 프로에 데뷔해서 안정적인 리시브를 보여주며 인상깊은 활약을 펼치기도 하였다.

## 경력
- 중앙여중졸업
- 중앙여고졸업
- 2010년 신생팀 지명권행사로 IBK기업은행 알토스입단

## 수상경력
- 2007년 춘계배구대회 여중부 최우수선수

## 국가대표 경력
- 2010년 아시아유스여자대표팀